# Drei-Freistaaten-Stein

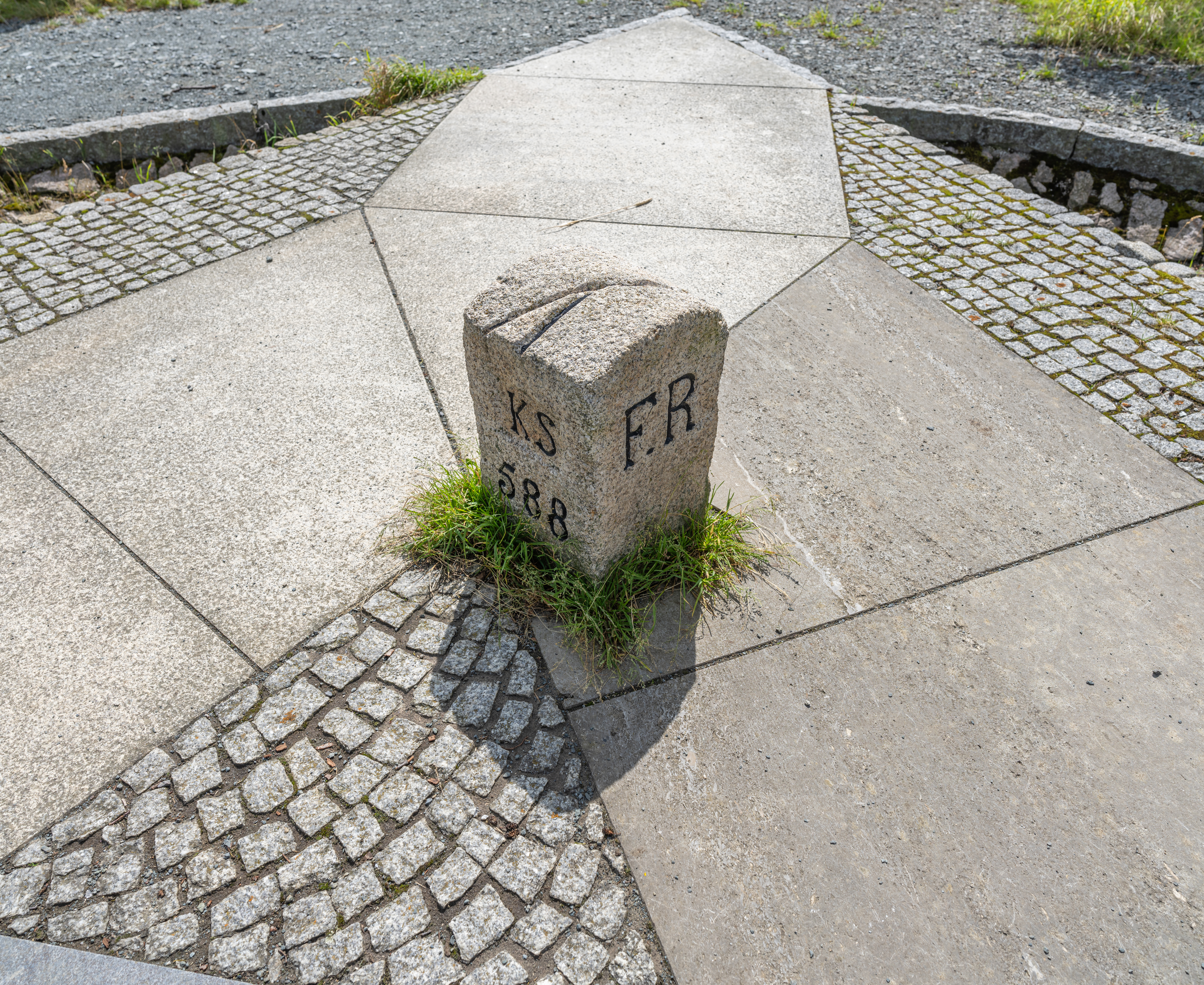
Hraniční kámen mezi Bavorskem, Saskem a Durynskem

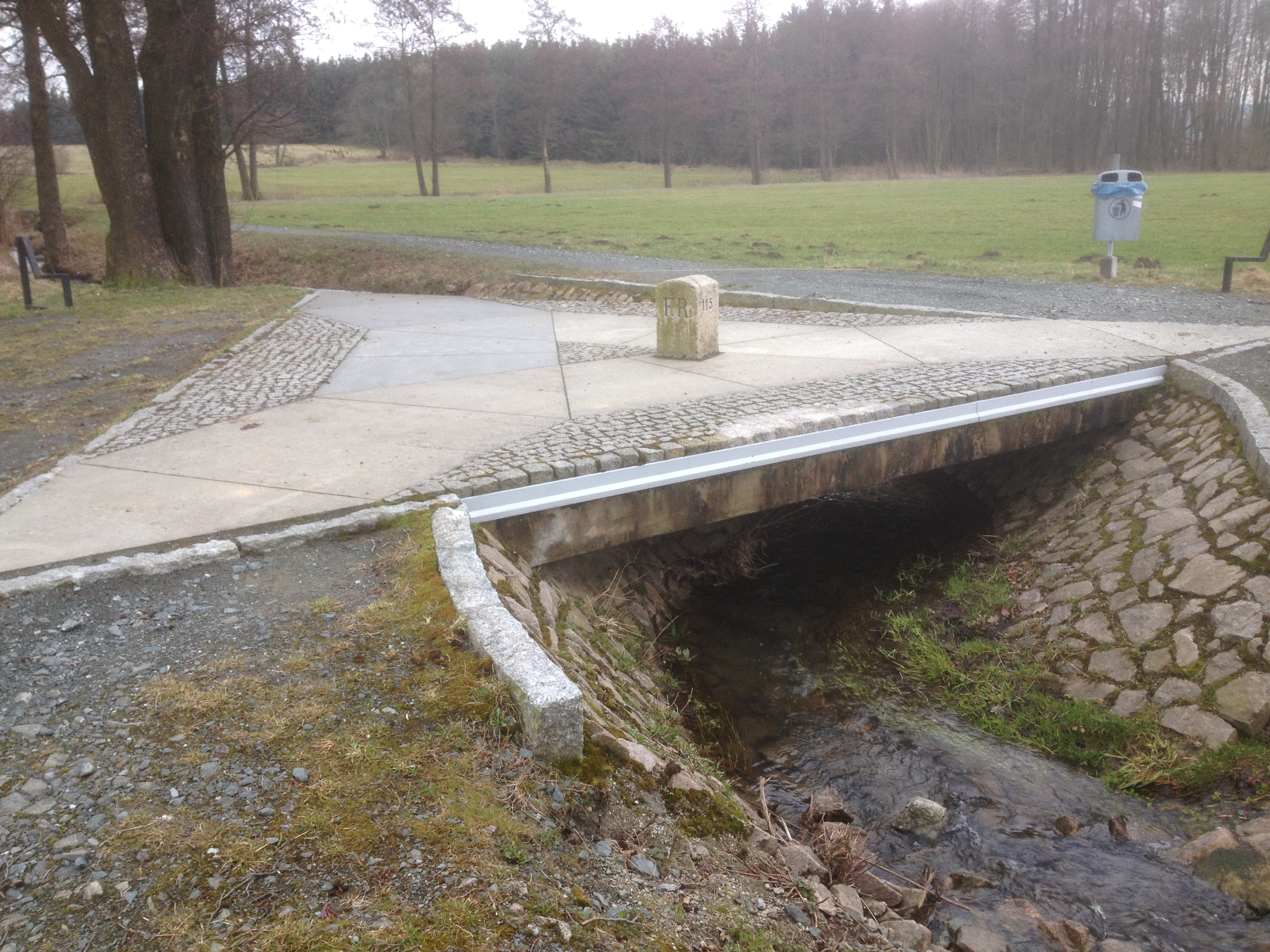
Drei-Freistaaten-Stein nad potokem

Drei-Freistaaten-Stein je hraniční kámen na trojmezí německých spolkových zemí Bavorska, Saska a Durynska. Tyto tři spolkové země mají, jako jediné, v oficiálním názvu termín "Freistaat" - svobodný stát.
Kámen stojí na místě, kde se stýkají území obcí Feilitzschu (zemský okres Hof, Bavorsko), Weischlitzu (zemský okres Vogtland, Sasko) a Gefellu (zemský okres Sála-Orla, Durynsko). Tento bod byl ustanoven konvencí 13. srpna 1840 mezi Saským a Bavorským královstvím, a s knížectvím Reuß jüngerer Linie 23. října 1854. Zkratky státních celků (KB, KS a FR) jsou vyznačeny na kameni.
Od otevření vnitřních německých hranic je opět přístupný ze všech stran a od 11. května 2007 je kulturní památkou. Kámen stojí na trojúhelníkovité plošině nad tokem potoka Kupferbach a je přístupný pro pěší.